# Гуго V
Гуго V (фр. Hugues V de Bourgogne; 1294 — 9 травня 1315) — герцог Бургундії з 1306 року, титулярний король Фессалонікський в 1306–1313 роках.

## Біографія
Походив з династії Капетингів. Син Роберта II, герцога Бургундії, та Агнес, доньки французького короля Людовика IX Святого. У 1283 році після смерті свого старшого брата Жана став спадкоємцем герцогства. У 1306 році після смерті батька успадкував Бургундію. Проте з огляду на малий вік регентшею стала мати Гуго.
15 квітня 1303 року ще дитиною його було заручено з Катериною, титулярною Латинською імператрицею, донькою Карла, графа Валуа і Катерини I де Куртене. Проте після смерті дружини Катерини в 1307 році та смерті в 1308 році сина, Карл Валуа вирішив видати дочку за людину, що мав справжні можливості відвоювати Константинополь. Вибір впав на Філіпа I, князя Тарантського, який після розлучення з першою дружиною Тамарою Анджеліною Комнеа Дукена був заручений з Іоанною, сестрою Гуго.
За розрив заручин (офіційно відбувся 6 квітня 1312 роки) Гуго V отримав компенсації:
- власні заручини з Іоанною, дочкою Філіппа V Довгого
- шлюб своєї сестри Іоанни з Філіпом, сином Карла Валуа, майбутнім королем Франції Філіппом VI
- шлюб свого брата Людовика і Матильди де Ено, після якого Гуго передав брату титул короля Фесалонік

У 1313 році король Філіп IV Красивий висвятив герцога Бургундії в лицарі разом з Людовиком X Сварливим та Карлом IV Вродливим. 1314 року не вступився за сестру Маргариту, яку було звинувачено у перелюбстві. Втім у 1315 році Гуго V помер бездітним (поховано в абатстві Сіто), Бургундію успадкував його молодший брат Ед.